# Burda Praha
Burda Praha – czeska filia niemieckiego wydawnictwa.
Powstała w roku 1991, w 2003 roku została połączona z firmą Hachette Filipacchi 2000.
W roku 2016 wydawnictwo Burda Praha zatrudniało 280 pracowników, a wydawało ok. 40 periodyków i 80 wydań specjalnych rocznie. Funkcję dyrektora generalnego pełni Petra Fundová.

## Portfolio
- Apetit – czasopismo
- ELLE – czasopismo
- ELLE Decoration – czasopismo
- ELLE MAN, czasopismo
- Hrej.cz – portal internetowy
- Chip – czasopismo
- InStyle – czasopismo
- Joy – czasopismo
- Masooo – czasopismo
- Marianne – czasopismo
- Marianne Bydlení – czasopismo
- Marie Claire – czasopismo
- Maxim – czasopismo
- Počítač pro každého – czasopismo
- Svět ženy – czasopismo
- Venkov a Styl – czasopismo

Wydawnictwo Burda Praha wydaje także mnóstwo krzyżówek i sudoku.